# Støvring Sogn (Randers Kommune)
 For alternative betydninger, se Støvring Sogn. (Se også artikler, som begynder med Støvring Sogn)
Støvring Sogn er et sogn i Randers Nordre Provsti (Århus Stift).
I 1800-tallet var Mellerup Sogn anneks til Støvring Sogn. Begge sogne hørte til Støvring Herred i Randers Amt. Støvring Sogn tilhørte Støvring-Mellerup Kommune fra 1842 til 1970. Kommunen blev ved kommunalreformen i 1970 indlemmet i Nørhald Kommune, som ved strukturreformen i 2007 indgik i Randers Kommune.
I Støvring Sogn ligger Støvring Kirke og Støvringgaard Kloster Kirke.
I sognet findes følgende autoriserede stednavne:
- Galgevang (bebyggelse)
- Koldbakke (areal)
- Nørreskov (areal)
- Pebelhuse (bebyggelse)
- Støvring (bebyggelse, ejerlav)
- Støvring Enge (areal)
- Støvring Mark (bebyggelse)
- Støvringgård (ejerlav, landbrugsejendom)
- Sønderskov (areal)
- Åstrup (bebyggelse, ejerlav)